# Awet Habte
Awet Habte (29 settembre 1997) è un mezzofondista e maratoneta eritreo.

## Palmarès
| Anno | Manifestazione     | Sede      | Evento          | Risultato | Prestazione | Note |
| ---- | ------------------ | --------- | --------------- | --------- | ----------- | ---- |
| 2016 | Mondiali juniores  | Bydgoszcz | 5000 m piani    | 7º        | 13'50"60    |      |
| 2017 | Mondiali           | Londra    | 5000 m piani    | 14º       | 13'58"68    |      |
| 2017 | Mondiali di cross  | Kampala   | Staffetta mista | 8º        | 24'47"      |      |
| 2018 | Africani           | Asaba     | 10000 m piani   | 6º        | 29'38"41    |      |
| 2019 | Mondiali di cross  | Aarhus    | Corsa seniores  | 28º       | 33'32"      |      |
| 2019 | Mondiali di cross  | Aarhus    | A squadre       | 4º        | 83 p.       |      |
| 2019 | Giochi Panafricani | Rabat     | 5000 m piani    | 11º       | 13'46"80    |      |
| 2019 | Giochi Panafricani | Rabat     | 10000 m piani   | 8º        | 28'36"30    |      |
| 2024 | Mondiali di cross  | Belgrado  | Corsa seniores  | 32º       | 29'50"      |      |
| 2024 | Mondiali di cross  | Belgrado  | A squadre       | 6º        | 113 p.      |      |

## Campionati nazionali
2014
- 5º ai campionati eritrei, 800 m piani - 1'53"60

2022
- Oro ai campionati eritrei di corsa campestre - 30'43"

## Altre competizioni internazionali
2019
- 11º al Bauhaus-Galan ( Stoccolma), 10000 m piani - 28'11"12
- 9º alla Mezza maratona del Portogallo ( Lisbona) - 1h03'11"

2021
- 14º alla Mezza maratona di Lisbona ( Lisbona) - 1h01'23"
- Bronzo alla Mezza maratona del Portogallo ( Lisbona) - 1h02'11"
- Oro al Cross Internacional Zornoza ( Amorebieta-Etxano) - 25'54"

2022
- 5º alla Maratona di Siviglia ( Siviglia) - 2h06'25"
- 18º al Cross Internacional de Soria ( Soria) - 31'00"
- 40º al Cross de Atapuerca ( Atapuerca) - 30'28"
- 17º al Cross Internacional de Itálica ( Siviglia) - 30'03"

2024
- Argento alla Maratona di Doha ( Doha) - 2h13'00"